# Guillam Dubois
Guillam Dubois, född 1610, död 1680, var en holländsk landskapsmålare.
Dubois utförde stämningsfulla, fint belysta landskap med skogsbryn och dylikt. Ett sådant finns i Nationalmuseum, Stockholm. Ett annat i Holsteinborgs slott, Danmark. Andra finns i Schwerin, Berlin och Braunschweig. Dubois sällsynta konst har skattats mycket högt.